# 鋁箔紙

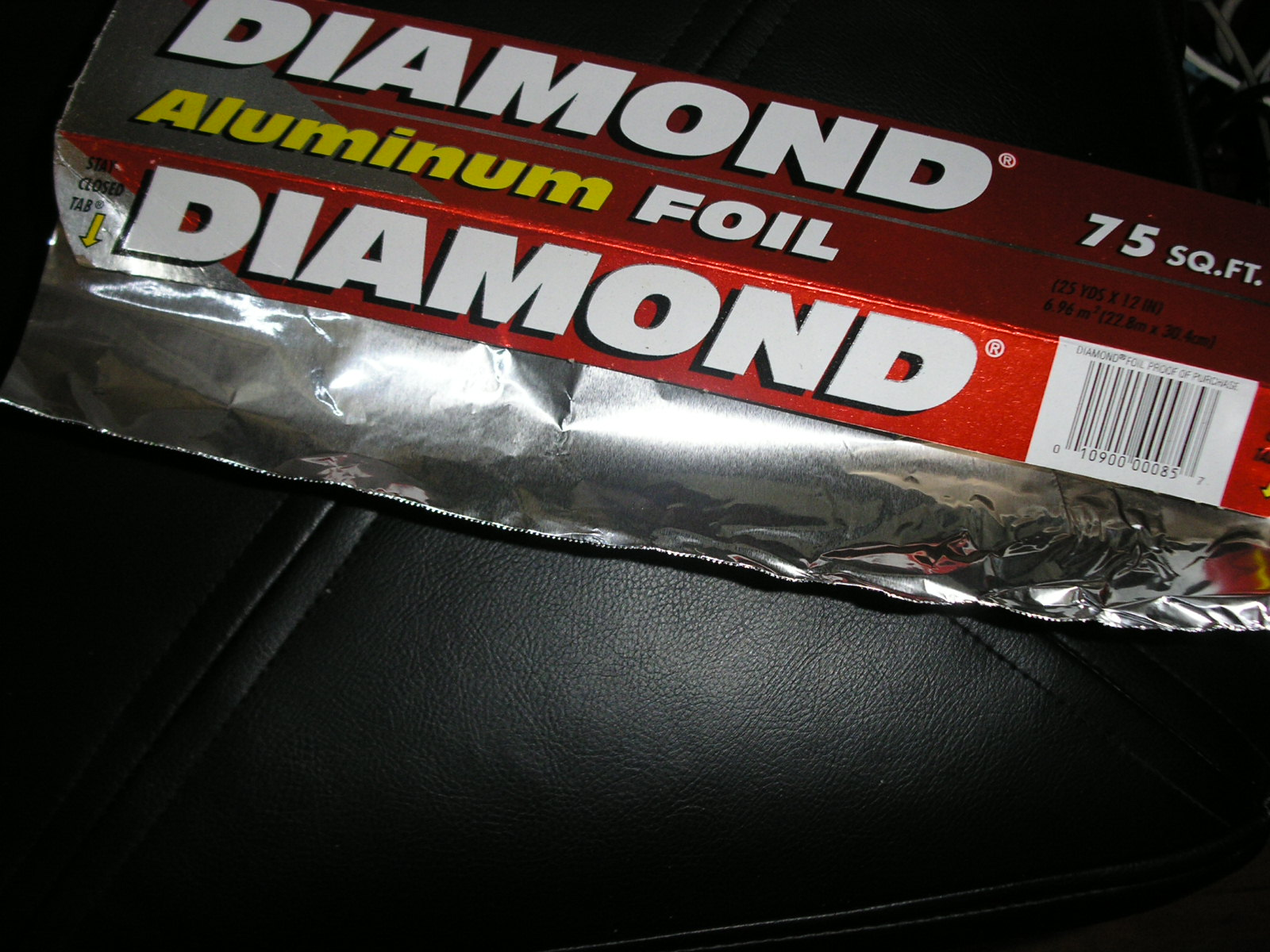
鋁箔紙

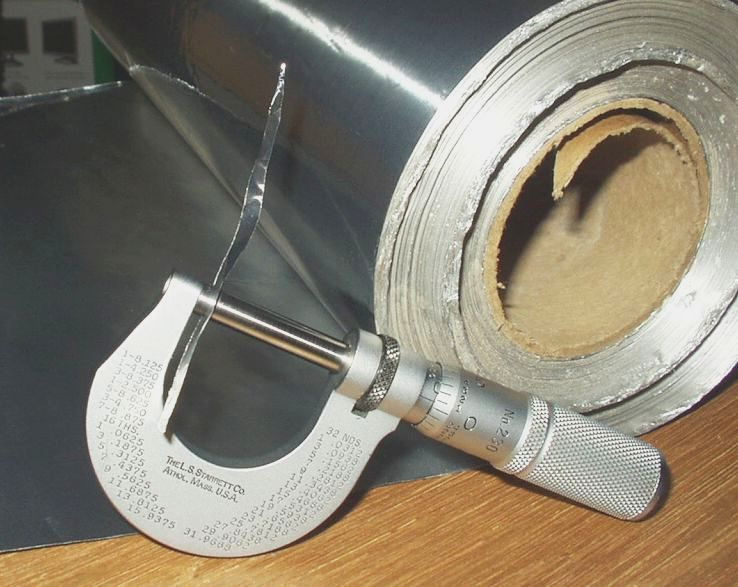
用外徑分厘卡尺量出鋁箔，僅厚13微米。

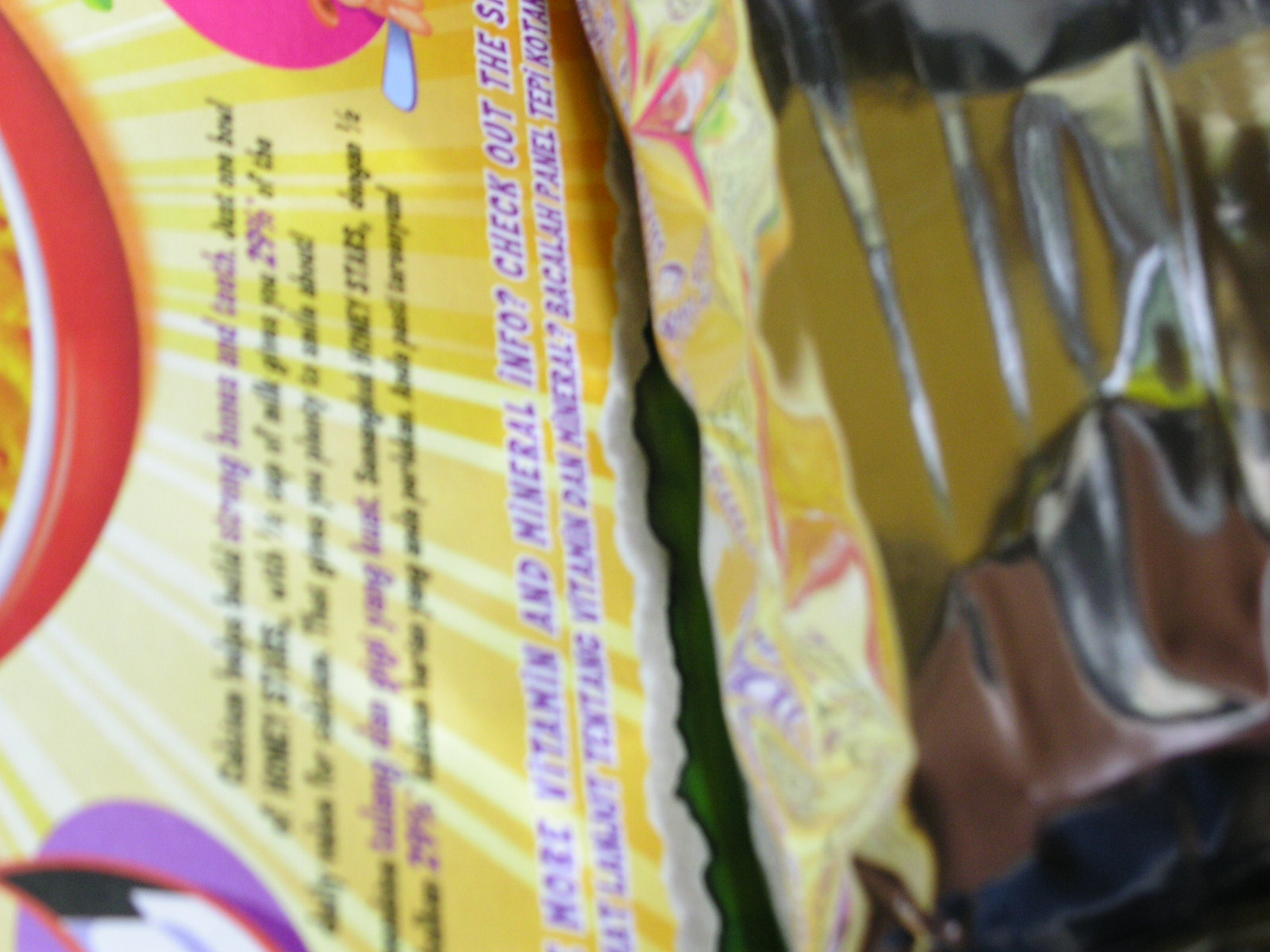
食物的鋁箔紙包裝，左邊是其紙盒

鋁箔紙，亦作鋁箔，俗稱錫箔紙、錫紙等，是用壓平了的鋁製造。主要用於廚房煮食、盛載食物，或用來製作一些可以簡單清潔的物料。
世界各地使用大量鋁箔紙用作保護和包裝食物、化妝用品和化學製品。大部分的鋁箔紙一面光亮，另外一面灰啞。食品用之鋁箔紙雙面皆可包裹食物。

## 歷史
最初的錫紙確實以錫製成，但因錫紙質地較鋁箔软，且具有將錫味留存於食物的缺點，故後來鋁的價格降低後，鋁箔取代了錫紙在日常生活中出現。

## 功能
鋁箔紙通常用於食物的盛載上（如：鋁箔紙盤），在燒烤的時候用來包著豆芽菜、馬鈴薯、甘薯等用來燒烤，以免它們燒焦。有時還會用作裝飾用。現代的鋁箔紙是鋁做的，也可用作鋁電極，作電解用。也有髮型師以鋁箔紙替客人燙髮。有人還用鋁箔紙吸收湯裏的油。
鋁箔紙也廣泛用於隔離層，熱交換，和用作導電體。通常，用作紙包飲品包裝、食品包裝袋裏的鋁箔厚度僅僅為6.5微米。這薄薄的鋁層可以防水、保持鮮味、防菌和防污。

### 盛載食物
以鋁箔紙盤盛載食物非常普遍，雖然鋁箔紙盤為一次性餐具，但成分是鋁，對大自然害處較少。

### 燒烤
有些食物（例如：地瓜、金針菇等）必須用鋁箔紙包著來燒，避免燒焦。用鋁箔紙包著來燒海鮮、金針菇等，可保留鮮味。

### 電髮
有些髮型師會用鋁箔紙包著頭髮，來加熱頭髮，有較好的傳熱效果。用鋁箔紙電髮不當會引至灼傷、髮質差等問題。

### 吸油
把鋁箔紙搓成一團後打開，可以吸取湯表面的浮油。

## 化學反應
鋁箔紙和鋁罐，鋁煲一樣，都會和酸（通常是有機酸）發生反應，而鋁和有機酸產生的鹽會和胃酸反應，生成氯化鋁（AlCl3）。

## 獲得和製造
鋁箔紙是用輾壓機由鋁塊壓出來的，通常是使用3000系鋁合金或8000系鋁合金，然後切割成需要的長度、闊度，再捲起、包裝並出售。普通的鋁箔紙和鋁箔紙盤可以在超市、 百貨公司和家用店購買；而工業用的鋁箔紙可以在五金舖和工業材料公司購買。

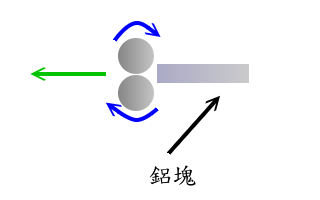
鋁箔紙製造流程1
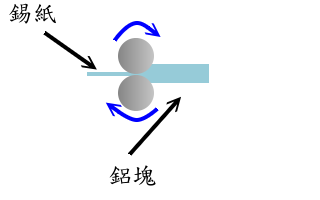
鋁箔紙製造流程2
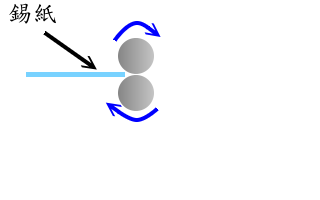
鋁箔紙製造流程3

## 趣事
- 当鋁箔紙捏成球形后放在毛衣摩擦，将引起静电。